# Asteropteron fuscum
Asteropteron fuscum is een mosselkreeftjessoort uit de familie van de Cylindroleberididae. De wetenschappelijke naam van de soort is voor het eerst geldig gepubliceerd in 1890 door Müller.